# Intellectual Dark Web
Intellectual Dark Web (IDW) ist eine zusammenfassende Bezeichnung für eine lose Gruppierung von überwiegend im englischsprachigen Raum agierenden Akademikern und Publizisten, die eine Identitätspolitik und politische Korrektheit an Universitäten und in den Medien anprangern, welche die Meinungsfreiheit gefährden würden. Der Begriff wurde 2017 von dem Mathematiker und Investor Eric Weinstein geprägt und 2018 durch die New-York-Times-Kolumnistin Bari Weiss populär gemacht.

## Themen
Die Vertreter dieses Zusammenschlusses prangern eine von ihnen behauptete Verengung des öffentlichen Meinungskorridors an. Eine von diesem abweichende Meinung werde an US-Universitäten und in den US-amerikanischen Leitmedien, so die Vertreter, mit Boykott oder anderen Konsequenzen bestraft. Der Linken wird vorgeworfen, an Universitäten eine „Generation Snowflake“ zu erzeugen. Sie setzen sich nach eigenen Angaben stattdessen für Meinungsfreiheit und das Aushalten unbequemer Sichtweisen ein. Wiederkehrendes Thema im Diskurs des IDW ist, dass sich seine Vertreter in Medien und Wissenschaft unfair behandelt fühlen. Ein klassisches Feindbild des IDW sind sogenannte Social Justice Warriors (etwa „Krieger für soziale Gerechtigkeit“).
Die Akteure sprechen über verschiedene Themen, darunter Identitätspolitik, Politische Korrektheit, Paläo-Diät, Psychedelika oder Bitcoin.

## Politische Einordnung
Die Gruppierung wurde als heterogen und 2018 von Bari Weiss als mit wenig politischen Gemeinsamkeiten beschrieben. Auch Milosz Matuschek hält eine Einordnung in das Links-rechts-Schema für schwierig. Es seien sowohl linke und konservative als auch libertäre Einstellungen vorhanden. Die gemeinsame Befürwortung der freien Rede könne dem klassischen Liberalismus zugeordnet werden. Was die Vertreter des Netzwerks eint, ist das Selbstverständnis als „rationale Denker“. Die Mitglieder beschreiben sich in einer von Michael Shermer und Kollegen durchgeführten Befragung per E-Mail als moderat bis liberal. Aus der Perspektive der Gender Studies sieht Tina Sikka hingegen eine „Feindschaft gegen liberale Werte und progressive Politik, die traditionelle Konzepte von Geschlecht, Sexualität, Race, Behinderung und Klasse hinterfragen.“
In Medien und von Wissenschaftlern wurde das IDW als „Denkflügel der Alt-Right“ bezeichnet und personelle Überschneidungen zu Alt-Right aufgezeigt. Sean Doody merkt an, dass IDW und Alt-Right zwar die Ablehnung der politischen Korrektheit und die Angriffe auf Mainstream-Medien eine, beide Gruppen aber analytisch zu unterscheiden seien. Anders als die Alt-Right wolle das IDW wie eine legitime, rationale Autorität wirken und eine breitere Öffentlichkeit ansprechen. Das IDW positioniere sich als wahrheitssuchende Instanz in unsicheren Zeiten, riskiere aber so, essenzialistische und gegen soziale Gleichheit gerichtete politische Projekte zu unterstützen und gemeinsame Sache mit reaktionären Online-„Rationalisten“ zu machen. Auch Gabriel Parks sieht in einer Analyse die Rhetorik des IDW stark gegen soziale Gerechtigkeit gerichtet.
Jacob Hamburger ordnet die Gruppierung in die amerikanische Tradition des Konservatismus ein. Er zieht Parallelen zu den neokonservativen Argumenten der 1980er und 1990er gegen die politische Korrektheit: Neokonservative Autoren zu dieser Zeit unterstellten einen Zustrom radikaler Ideen in die akademischen Welt, wodurch studentische Aktivisten begonnen hätten, ein dogmatisches und antidemokratisches Verständnis davon anzunehmen, wie man Gleichheit und soziale Gerechtigkeit erreichen könne. Dass die Mitglieder des Intellectual Dark Web sich selbst mehrheitlich nicht in dieser konservativen Tradition sehen (sondern als überparteilich darstellen) und sowohl die konservative Bewegung als auch die Republikanische Partei kritisieren, seien laut Hamburger keine glaubwürdige Anzeichen gegen eine solche Einordnung.

## Mitglieder und Plattformen
Folgende Personen werden dem Intellectual Dark Web zugerechnet:
- Ayaan Hirsi Ali
- David Brooks
- Jonathan Haidt
- Sam Harris[15] (der jedoch 2020 angab, nicht länger Teil des IDW sein zu wollen[16])
- Jordan Peterson
- Steven Pinker
- Joe Rogan
- Dave Rubin
- Ben Shapiro
- Debra Soh
- Andrew Sullivan
- Eric Weinstein
- Douglas Murray

Die Diskurse finden dabei hauptsächlich in sozialen Medien statt. Viele Mitglieder des IDW finanzieren sich teilweise über den Social-Payment-Dienst Patreon. Aber auch der rechtslibertäre Investor Peter Thiel finanziert einige der Mitglieder des Intellectual Dark Web. Eric Weinstein, der den Begriff prägte, arbeitet bei Thiel Industries als Manager.
Das Online-Magazin Quilette, das 2015 von Claire Lehmann gegründet wurde, wurde von der amerikanischen Tageszeitung Politico als „Stimme des IDW“ bezeichnet. Mehrere Mitglieder des IDW, darunter Peterson, Pinker und Brooks, gelten als Unterstützer von Quilette, das sich als Publikationsort für „gecancelte“ Stimmen sieht. Im Magazin veröffentlichten neben Mitgliedern des IDW auch rechtsextreme Aktivisten Texte.
Podcasts wie The Joe Rogan Experience oder The Rubin Report bilden Diskussionsplattformen für die Mitglieder des Netzwerks und stellen Verbindungen zwischen ihnen her. The Joe Rogan Experience von Joe Rogan gilt als populärster Podcast der Welt. Rogan, der sich selbst als links beschreibt, lädt in seine Sendung linke Politiker wie etwa Tulsi Gabbard und Bernie Sanders (den er nach eigenen Angaben 2020 wählte), aber auch Rechtsextremisten und Verschwörungstheoretiker wie den Gründer der Proud Boys, Gavin McInness, oder Alex Jones ein. Wiederkehrende Themen im Podcast sind eine Ablehnung linker Identitätspolitik, Political Correctness und „Wokeness“.

### Reichweite und Zuhörer
Auf YouTube erreicht die Gruppierung ein Millionenpublikum. Eine Studie der Eidgenössischen Technische Hochschule Lausanne analysierte Radikalisierungsprozesse auf Youtube und die Video- und Kanal-Empfehlungen, die der YouTube-Algorithmus denjenigen anzeigt, die zuvor Videos des Intellectual Dark Web aufriefen. Die Forscher sahen diese Videos als „Einfallstor“ für radikalere Inhalte, darunter Kanäle der sogenannten Alt-Right. Manoel Ribeiro, der an der Studie beteiligt war, sah dies als einen „fast vollständig algorithmusgesteuerten Prozess“. Die Intention der Studie sei nicht gewesen, Schuldige zu benennen, sondern vor allem das Ausmaß des Prozesses festzustellen. Die Studie fand eine große und stetig wachsende Schnittmenge zwischen Nutzern, die unter Alt-Right-Videos kommentieren, und Nutzern, die unter IDW-Videos kommentieren. Jacob Hamburger sieht, dass das Netzwerk vor allem junge Männer erreiche, für die „das unterhaltsame Zerlegen Politischer Korrektheit die erste Begegnung mit ‚intellektuellen‘ Diskursen zu Politik und Kultur darstellt“.

## Rezeption
Nesrine Malik findet, das Netzwerk aus „nahezu exklusiv wütenden, weißen Männern“ sei von der Paradoxie geprägt, dass seine Mitglieder behaupteten, zum Schweigen gebracht zu werden, während sie in Wirklichkeit breite Popularität erführen. Beobachter sehen die Vorwürfe der Gruppe als einen Versuch, den eigenen Status und die Reputation aufrechtzuerhalten. Auch Mikkel Bækby Johansen stellt fest, dass die Mitglieder des IDW weder ökonomisch noch in Bezug auf öffentliche Sichtbarkeit marginalisiert seien, aber neue Medienplattformen effektiv nutzten. In dem Nachrichtenportal Vox verglich der Politologe Henry Farrell die Gruppe mit den Protagonisten der Gamergate-Kontroverse: „Auch die Dark-Web-Intellektuellen haben mitangesehen, wie Frauen und Minderheiten in ihre Kultur eingedrungen sind. Auch sie haben Ressentiments, aus denen sie Kapital schlagen können, und ein Bekenntnis zur Rationalität, das sich nur allzu leicht in ein Bekenntnis zur Rationalisierung ihrer weniger heilsamen politischen Wünsche verwandeln lässt.“ In der Washington Post stimmte Daniel Drezner dieser Analyse zu und unterstellte dem IDW, zur gesellschaftlichen Polarisierung beizutragen und außer „Beschwerden über die Jugend von heute“ wenig zu bieten. Für Raphael Smarzoch vom Deutschlandfunk Kultur ist die Kontroverse um das IDW Teil eines „elitäre[n] Diskurs[es]“ zwischen „progressive[n] bildungsbürgerliche[n] linke[n] Aktivisten mit akademischer Ausbildung“ auf der einen Seite und „rechte[n] Konservativen“ – den Mitgliedern des IDW – auf der anderen Seite. Die von diesen beiden Gruppen geführten Debatten um „korrekte[s] Gendern, einer weißen Erbschuld und so weiter“ helfe jedoch den tatsächlich Benachteiligten nicht weiter. Die Sichtweise, dass die Meinungsfreiheit heute gefährdet sei, weist er jedoch ebenfalls zurück, da gerade das Internet es erlaube, ein breites Meinungsspektrum abzubilden.
Michael J. Brooks beschäftigte sich in seinem Buch Against the Web kritisch mit den Akteuren des IDW und erklärt die Popularität des Netzwerkes mit der verlockenden Einfachheit seiner Botschaft – dass es unter all dem Chaos des modernen Lebens eine unveränderliche Ordnung gäbe, die es zu verteidigen gelte. Er schlägt stattdessen eine kosmopolitische, sozialistische Gegenvision vor, die jenseits klassischer Sozialdemokratie und einer rein „kulturalistischen“ Politik zeitgenössischer Linker liegt, die materielle Bedürfnisse in den Blick nimmt und anerkennt, dass „wir in der Tat in einer globalisierten, vernetzten und neoliberalen Welt leben, die immer noch von grotesker Ungleichheit, einer ökologischen Krise und dem Wiederaufleben des rechten Autoritarismus geprägt ist“. Die „oft verwirrten und entfremdeten“ Zuhörer dürfe man nicht den Rechten überlassen.
Von verschiedenen Seiten wird die Gesprächsbereitschaft bzw. Zusammenarbeit mit Extremisten, insbesondere Rechtsextremisten, kritisiert. So weist auch die Kolumnistin Bari Weiss auf problematische Akteure wie Candace Owens hin, die Donald Trump unterstützt und als „Provokateurin“ gilt und mit der sich Weinstein trotz anderslautender Bekundungen getroffen habe. Ferner weist sie auf Auftritte der den Alt-Right nahestehenden Personen Milo Yiannopoulos, Stefan Molyneux und Mike Cernovich in den Shows von Dave Rubin hin und bezeichnet es als eine Herausforderung, die die Gruppierung zu lösen habe, solche problematischen Mitglieder zu meiden. Sie teilt zwar das Anliegen des IDW, wonach „die institutionellen Torwächter […] die Tore viel mehr aufbrechen [müssen]“, wendet aber ein: „Ich möchte jedoch nicht in einer Kultur leben, in der es überhaupt keine Torwächter gibt. Wenn man bedenkt, wie einflussreich diese Gruppe wird, bin ich sicher nicht die Einzige, der hofft, dass die IDW einen Weg findet, die Spinner, Betrüger und Fanatiker zu meiden und sich an die Wahrheitssuchenden zu halten.“ Sam Harris, der ursprünglich selbst zum IDW gezählt wurde und weiterhin mit einigen der dort vertretenen Positionen sympathisiert, warf 2023 Mitgliedern der Gruppe vor, Verschwörungstheorien, insbesondere zu Coronaimpfungen, zu verbreiten.
In der US-Wochenzeitschrift The Nation warf Donna Minkowitz der Website Quillette vor, „rassistische Pseudowissenschaft“ zu verbreiten. Die Website wurde auch für das Verbreiten rechtsextremer Artikel kritisiert. Richards und Jones kritisieren „das Eintreten einiger Quillette-Autoren für den Neoliberalismus, zusammen mit der Apologetik oder Förderung von Rassismus, radikalem Traditionalismus und der Bejahung pseudowissenschaftlicher Hierarchien“, die letztlich an den (neo)liberalen Status Quo anschlussfähig seien. Steven Pinker lobte dagegen, dass das Magazin „heterodoxe, aber intellektuell ernsthafte und nicht-reißerische“ Artikel veröffentliche, die sich mit akademischen „Tabu-Themen“ beschäftigten.
In der Neuen Zürcher Zeitung sah Milosz Matuschek das IDW als den Ort, „wo heute der kritische Rationalismus am breitenwirksamsten praktiziert wird“. Das IDW fülle eine Lücke in der Medienlandschaft: „Das Bedürfnis an intellektuellen Inhalten, die argumentativ fundiert und unterhaltsam sind – was einen gewissen Resonanzboden an klassischer Bildung voraussetzt –, ist weitaus höher, als von vielen Medienmachern in den Rundfunkanstalten angenommen wird.“ Ebenfalls sah Matuschek eine „Dämonisierung“ durch die Mainstream-Medien, die dieser Gruppe somit „noch mehr Zulauf bescheren“.